# Rusia europea

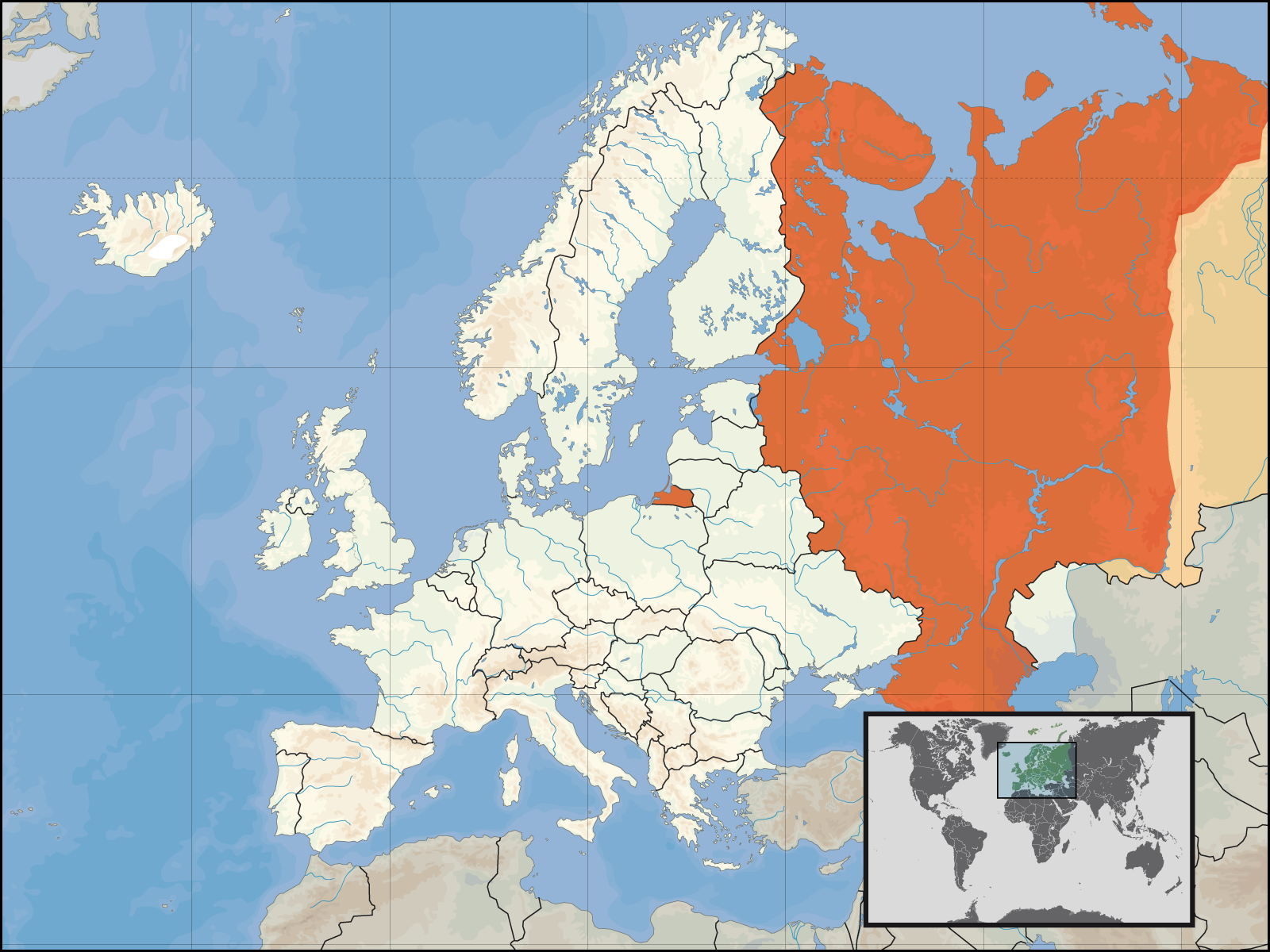
Ubicación de la Rusia europea en Europa.

Ubicación de la Rusia europea en el mundo.

La Rusia europea, Rusia occidental o Rusia del oeste, es un término que se refiere a las zonas occidentales de Rusia que se encuentran dentro de Europa, y que constituye aproximadamente 3 960 000 km² (que 
suponen el 40 % de toda Europa y el 25 % del propio país) lo que la convierte en la nación más grande de dicho continente. Sin embargo Rusia, se ubica en el continente europeo siguiendo la clasificación de las Naciones Unidas.
El término «Rusia europea» se utilizaba en el Imperio ruso para referirse a los tradicionales territorios eslavos orientales bajo el control ruso, en particular la moderna Bielorrusia y la mayor parte de Ucrania (Ucrania del Dniéper).
Su frontera oriental está definida por los montes Urales y, en el sur, por la frontera con Kazajistán y el Cáucaso más al sur todavía. Todo el centro del poder económico y político de la Federación Rusa (incluyendo Siberia) se maneja desde la parte europea. Las grandes industrias de manufacturas livianas, pesadas, militares y de alimentos, así como el turismo, tienen su movimiento principal en la parte europea, manejando el 90% de la actividad económica del país.

## Población
Aproximadamente el 77 % de toda la población rusa vive en la Rusia europea (alrededor de 110 millones de personas, de un total de 143 millones), con una densidad de 35 hab/km². Sin embargo, el 75 % del territorio de Rusia se encuentra en Asia (zona denominada tradicionalmente Siberia) y tiene sólo el 23 % de su población con apenas 2,5 hab./km².
Las mayores y más desarrolladas ciudades rusas, como Moscú, San Petersburgo, Nizhni Nóvgorod y Samara se encuentran en esta área.

## Organización administrativa de la Rusia europea
La Rusia europea constituye los siguientes distritos federales:
- Distrito Federal Noroeste (íntegro). Corresponde con la ciudad federal de San Petersburgo, las repúblicas de Carelia y Komi y los óblasts de Arjánguelsk, Kaliningrado, Leningrado, Múrmansk, Nóvgorod, Pskov y Vólogda y el Distrito Autónomo de Nenetsia.

- Distrito Federal Central (íntegro). Corresponde con la ciudad federal de Moscú y los óblast de Bélgorod, Briansk, Ivánovo, Kaluga, Kostromá, Kursk, Lípetsk, Moscú, Oriol, Riazán, Smolensk, Tambov, Tver, Tula, Vladímir, Vorónezh y Yaroslavl.

- Distrito Federal del Volga (íntegro). Corresponde con las repúblicas de República de Bashkorkostán, Chuvashia, Mari El, Mordovia, Tartaristán y Udmurtia, el krai de Perm y los óblasts de Kírov, Nizhni Nóvgorod, Oremburgo, Penza, Samara, Sarátov y Uliánovsk.

- Distrito Federal Sur (íntegro). Corresponde con las repúblicas de Adiguesia y Kalmukia, el krai de Krasnodar y los óblast de Astracán, Rostov y Volgogrado.

- Distrito Federal del Cáucaso Norte (íntegro). Corresponde con las repúblicas de Chechenia, Daguestán, Ingusetia, Kabardino-Balkaria, Karacháevo-Cherkesia, Osetia del Norte - Alania y el krai de Stávropol.

- Además, hay que considerar el exclave del óblast de Kaliningrado, que formalmente no pertenece a ninguno de los distritos federales.
- Desde el año 2014 de facto la Península de Crimea es parte de los territorios europeos de Rusia  incluyendo Sebastopol.

| Sujeto de la Federación                | Sujeto en ruso         | Capital         | Capital en ruso | Área (km²) | Habitantes (censo 2002) | Distrito federal | Región económica   |
| Óblast de Arcángel                     | Архангельская          | Arcángel        | Архангельск     | 587 400    | 1 336 539               | Noroeste         | Norte              |
| Óblast de Vólogda                      | Вологодская            | Vólogda         | Вологда         | 145 700    | 1 269 568               | Noroeste         | Norte              |
| República de Carelia                   | Карелия                | Petrozavodsk    | Петрозаводск    | 172 400    | 716 281                 | Noroeste         | Norte              |
| República de Komi                      | Коми                   | Syktyvkar       | Сыктывкар       | 415 900    | 1 018 674               | Noroeste         | Norte              |
| Óblast de Leningrado                   | Ленинградская          | San Petersburgo | Санкт-Петербург | 84 500     | 1 669 205               | Noroeste         | Noroccidental      |
| Óblast de Múrmansk                     | Мурманская             | Múrmansk        | Мурманск        | 144 900    | 892 534                 | Noroeste         | Norte              |
| Óblast de Nóvgorod                     | Новгородская           | Nóvgorod        | Новгород        | 53 895     | 694 355                 | Noroeste         | Noroccidental      |
| Óblast de Pskov                        | Псковская              | Pskov           | Псков           | 55 300     | 760 810                 | Noroeste         | Noroccidental      |
| San Petersburgo                        | Санкт-Петербург        | San Petersburgo | Санкт-Петербург | 1439       | 4 661 219               | Noroeste         | Noroccidental      |
| Distrito autónomo de Nenetsia          | Ненецкий               | Narián-Mar      | Нарьян-Мар      | 176 700    | 41 546                  | Noroeste         | Norte              |
| Óblast de Bélgorod                     | Белгородская           | Bélgorod        | Белгород        | 27 100     | 1 511 620               | Central          | Central-Chernoziom |
| Óblast de Briansk                      | Брянская               | Briansk         | Брянск          | 34 900     | 1 378 941               | Central          | Central            |
| Óblast de Ivánovo                      | Ивановская             | Ivánovo         | Иваново         | 21 800     | 1 148 329               | Central          | Central            |
| Óblast de Kaluga                       | Калужская              | Kaluga          | Калуга          | 29 900     | 1 041 641               | Central          | Central            |
| Óblast de Kostromá                     | Костромская            | Kostromá        | Кострома        | 60 100     | 736 641                 | Central          | Central            |
| Óblast de Kursk                        | Курская                | Kursk           | Курск           | 29 800     | 1 235 091               | Central          | Central-Chernozem  |
| Óblast de Lípetsk                      | Липецкая               | Lípetsk         | Липецк          | 24 100     | 1 213 499               | Central          | Central-Chernozem  |
| Moscú                                  | Москва                 | Moscú           | Москва          | 1081       | 10 382 754              | Central          | Central            |
| Óblast de Moscú                        | Московская             | Moscú           | Москва          | 45 900     | 6 618 538               | Central          | Central            |
| Óblast de Oriol                        | Орловская              | Orel            | Орёл            | 24 700     | 860 262                 | Central          | Central            |
| Óblast de Riazán                       | Рязанская              | Riazán          | Рязань          | 39 600     | 1 227 910               | Central          | Central            |
| Óblast de Smolensk                     | Смоленская             | Smolensk        | Смоленск        | 49 786     | 1 049 574               | Central          | Central            |
| Óblast de Tambov                       | Тамбовская             | Tambov          | Тамбов          | 34 539     | 1 320 763               | Central          | Central-Chernozem  |
| Óblast de Tver                         | Тверская               | Tver            | Тверь           | 84 586     | 1 471 459               | Central          | Central            |
| Óblast de Tula                         | Тульская               | Tula            | Тула            | 25 700     | 1 675 758               | Central          | Central            |
| Óblast de Vladímir                     | Владимирская           | Vladímir        | Владимир        | 29 000     | 1 523 990               | Central          | Central            |
| Óblast de Vorónezh                     | Воронежская            | Vorónezh        | Воронеж         | 52 400     | 2 378 803               | Central          | Central-Chernozem  |
| Óblast de Yaroslavl                    | Ярославская            | Yaroslavl       | Ярославль       | 36 400     | 1 367 398               | Central          | Central            |
| Óblast de Kaliningrado                 | Калининградская        | Kaliningrado    | Калининград     | 15 100     | 955 281                 | -                | Noroccidental      |
| República de Adiguesia                 | Адыгея                 | Maykop          | Майкоп          | 7600       | 447 109                 | Sur              | Cáucaso Norte      |
| Óblast de Astracán                     | Астраханская           | Astracán        | Астрахань       | 44 100     | 1 005 276               | Sur              | Volga              |
| República de Kalmukia                  | Калмыкия               | Elistá          | Элиста          | 76 100     | 292 410                 | Sur              | Volga              |
| Krai de Krasnodar                      | Краснодарский          | Krasnodar       | Краснодар       | 76 000     | 5 125 221               | Sur              | Cáucaso Norte      |
| Óblast de Rostov                       | Ростовская             | Rostov del Don  | Ростов          | 100 800    | 4 404 013               | Sur              | Cáucaso Norte      |
| Óblast de Volgogrado                   | Волгоградская          | Volgogrado      | Волгоград       | 113 900    | 2 699 223               | Sur              | Volga              |
| República de Chechenia                 | Чеченская              | Grozni          | Грозный         | 15 300     | 1 103 686               | Cáucaso Norte    | Cáucaso Norte      |
| República de Daguestán                 | Дагестан               | Majachkalá      | Махачкала       | 50 300     | 2 576 531               | Cáucaso Norte    | Cáucaso Norte      |
| República de Ingusetia                 | Ингушская              | Magás           | Магас           | 4000       | 467 294                 | Cáucaso Norte    | Cáucaso Norte      |
| República de Kabardia-Balkaria         | Кабардино-Балкарская   | Nálchik         | Нальчик         | 12 500     | 901 494                 | Cáucaso Norte    | Cáucaso Norte      |
| República de Karacháyevo-Cherkesia     | Карачаево-Черкессия    | Cherkessk       | Черкесск        | 14 100     | 439 470                 | Cáucaso Norte    | Cáucaso Norte      |
| República de Osetia del Norte - Alania | Северная Осетия-Алания | Vladikavkaz     | Владикавказ     | 8000       | 710 275                 | Cáucaso Norte    | Cáucaso Norte      |
| Krai de Stávropol                      | Ставропольский         | Stávropol       | Ставрополь      | 66 500     | 2 735 139               | Cáucaso Norte    | Cáucaso Norte      |
| Óblast de Kírov                        | Кировская              | Kírov           | Киров           | 120 800    | 1 503 529               | Volga            | Volga-Vyatka       |
| República de Mari-El                   | Марий-Эл               | Yoshkar-Olá     | Йошкар-Ола      | 23 200     | 727 979                 | Volga            | Volga-Vyatka       |
| República de Mordovia                  | Мордовия               | Saransk         | Саранск         | 26 200     | 888 766                 | Volga            | Volga-Vyatka       |
| Óblast de Nizhni Nóvgorod              | Нижегородская          | Nizhni Nóvgorod | Нижний Новгород | 76 900     | 3 542 028               | Volga            | Volga-Vyatka       |
| Óblast de Penza                        | Пензенская             | Penza           | Пенза           | 43 200     | 1 452 941               | Volga            | Volga              |
| Óblast de Samara                       | Самарская              | Samara          | Самара          | 53 600     | 3 239 737               | Volga            | Volga              |
| Óblast de Sarátov                      | Саратовская            | Sarátov         | Саратов         | 100 200    | 2 668 310               | Volga            | Volga              |
| República de Tartaristán               | Татарстан              | Kazán           | Казань          | 67 836     | 3 779 265               | Volga            | Volga              |
| República de Udmurtia                  | Удмуртская             | Izhevsk         | Ижевск          | 42 100     | 1 570 316               | Volga            | Urales             |
| Óblast de Uliánovsk                    | Ульяновская            | Uliánovsk       | Ульяновск       | 37 300     | 1 382 811               | Volga            | Volga              |
| República de Chuvasia                  | Чувашская              | Cheboksary      | Чебоксары       | 18 300     | 1 313 754               | Volga            | Volga-Vyatka       |
| República de Baskortostán              | Башкортостан           | Ufá             | Уфа             | 143 600    | 4 104 336               | Volga            | Urales             |
| Krai de Perm                           | Пермский               | Perm            | Пермь           | 160 600    | 2 819 421               | Volga            | Urales             |
| Óblast de Oremburgo                    | Оренбургская           | Oremburgo       | Оренбург        | 124 000    | 2 179 551               | Volga            | Urales             |